# Óscar Cortés (ur. 1968)
Óscar Fernando Cortés Corredor (ur. 19 października 1968 w Bogocie) – piłkarz kolumbijski grający na pozycji obrońcy lub pomocnika.

## Życiorys
Cortés przez prawie całą piłkarską karierę związany był ze stołecznym klubem Millonarios FC, w którym grał do 2003 roku, gdy zakończył karierę w wieku 35 lat. W latach 1995–1996 grał w Deportivo Cali. Przez ten czas jedyne sukcesy jakie osiągnął z Millonarios to dwukrotne wicemistrzostwo Kolumbii w latach 1994 i 1996. W 1992 roku natomiast został uznany Najlepszym Piłkarzem Ligi.
W reprezentacji Kolumbii grał przez krótki okres. W 1993 roku był członkiem kadry na turniej Copa América 1993, z którego przywiózł brązowy medal. Rok później był w kadrze na Mistrzostwa Świata w USA, jednak nie zagrał tam ani minuty.